# Comuna Mîlciîți, Horodok
Mîlciîți (în ucraineană Мильчиці) este o comună în raionul Horodok, regiunea Liov, Ucraina, formată din satele Mîlciîți (reședința), Poberejne, Puteatîci și Zelenîi Hai.

## Demografie
Componența lingvistică a comunei Mîlciîți
     Ucraineană (99,85%)
     Alte limbi (0,15%)
Conform recensământului din 2001, majoritatea populației comunei Mîlciîți era vorbitoare de ucraineană (99,85%), existând în minoritate și vorbitori de alte limbi.